# ウィリアム・ベリック
ウィリアム・エドワード・ホジソン・ベリック（英語: William Edward Hodgson Berwick、1888年3月11日 - 1944年5月13日） は、代数学を専門とするイギリスの数学者で、有理数の単純な代数拡大における、代数的整数の整基底を計算するという問題に取り組んだ。アメリカ英語の発音でバーウィックと表記されることもある。

## 来歴
ブラッドフォード州のダッドリー・ヒルにて生まれる。
ベリックは、小さな私立学校で教育を受けた後、ブラッドフォード・グラマースクールに入学した。1906年に大学進学のための奨学金を得て卒業し、ケンブリッジ大学のクレア・カレッジからも入学奨学金を得て、数学トリポスの勉強に励んだ。1909年に第1部を受け、クラスで4位になった。1910年に第2部を受けた。
学部時代、G・B・マシューズの指導を受けながら、ベリックは数論に興味を持った。1911年には、「An illustration of the theory of relative corpora」と題したエッセイをスミス賞に応募し、同賞で2位に入賞した。この論文は、ベリックがケンブリッジ大学を離れてブリストル大学の助教授に就任した後に発表されたもので、ベリックがキャリアの中で唯一共著した論文である。
ベリックは、1913年にバンガー大学で講義を持ちかけられるまで、ブリストルで教鞭をとっていた。1914年に第一次世界大戦が勃発すると、ポーツマスの軍需発明部対空機実験課の技術スタッフとして戦争のための作業を開始した。1919年から20年にかけて、ベリックはバンガー大学の数学科長代理に任命され、その後、リーズ大学で講義を受け、1921年には同大学の数理解析学の学部長に昇進した。また、1921年にはクレア・カレッジのフェローシップに選ばれた。
1926年、13本の研究論文を発表したベリックは、バンガー大学に戻り、数学科の学科長に就任した。1925年にはロンドン数学協会の評議員となり、1929年には副会長に任命され、1941年に退任し、名誉教授となった。
1944年5月13日にグウィネズ州のバンガーで死去した。

## 研究と出版
ベリックは代数学者であり、有理数の単純な代数拡大における代数的整数の整基底を計算する問題に取り組み、代数的整数の環を研究した。1927年に『Integral Bases』を出版したが、これは実用的な証明の代わりに重い数値計算を用いた野心的な内容であった。
彼は16本の論文を発表し、そのうち10本を『Proceedings of the London Mathematical Society』に掲載した。

## 私人として
ベリックは、背が高く、声が特徴的で、率直な人柄であったと言われている。 チェスに熱中し、各大学のクラブにも参加していた。また、教育にも熱心で、数学的な再現記事を多数発表し、英国学術協会の会合でも何度か講演を行っている。
1923年、リーズに住んでいたベリックは、W・R・トーマス博士の娘であるデイジー・メイ・トーマスと結婚した。1926年にバンガーに戻ってからは健康を害し、この職に就いてからは5本の論文しか発表していない。

## 死後
ベリックは、ロンドン数学会に2つの賞のための資金を寄付した。彼の死後、その資金はシニア・ベリック賞とジュニア・ベリック賞の創設に使われ、現在も授与されている。